# Klaus Høiland
Klaus Høiland (3 de mayo de 1948) es un botánico, micólogo, profesor, y dibujante noruego.
Es profesor de biología en la Universidad de Oslo, utilizando frecuentemente a un personaje ficticio, llamado Snutetute, para explicar temas dentro de la biología; lo que hace más fácil para niños y personas sin formación académica para entender temas de la naturaleza. Lo utiliza a veces en libros y artículos sobre árboles, y hace dibujos, ambiguos y humorísticos.
Durante los veranos, trabaja examinando los hábitats en dunas de la costa sur, donde ha identificado algunos hongos y plantas.

## Actividades académicas
- 1976-1982 becario y ayudante de cátedra, Jardín Botánico y el Museo de la Universidad de Oslo

- 1982-1987 Jefe de proyecto ambientales financiados por el Ministerio de Ambiente

- 1987-1988 Profesor Asistente, Økoforsk

- 1988-1994 Investigador del Instituto Noruego para la Investigación de la Naturaleza (NINA)

- 1994-1995 Profesor Adjunto, Departamento de Biología, Universidad de Oslo

- 1995 Profesor Titular del Departamento de Biología de la Universidad de Oslo

## Honores
- 1992: Premio Memorial Sveize, NINA, de Popularización de la Ciencia

- 1998: Premio Brage para la clase de literatura. Premio por el libro "¿Hay vida es el hongo", Fishing News Books (con Leif Ryvarden)

- 1999, 2003 y 2006: premio de oro de Biología Consejo Estudiantil (BFU) para el mejor profesor del Departamento de Biología de la Universidad de Oslo

- 2008: Premio de Difusión , del Departamento de Biología de la Universidad de Oslo

## Algunas publicaciones

### Artículos y capítulos de libros
- Brandrud, Tor Erik; Høiland, Klaus; Solheim, Halvor & Sundheim, Leif (2012). Fremmede arter i Norge 2012 - svartelistede sopper. Agarica ISSN 0800-1820 32: 21- 28

- Høiland, Klaus (2012). An investigation of basidiospore characteristics in sand dune mushrooms from Lista, South-western Norway. Agarica 32: 49- 58

- Kauserud, Håvard; Heegaard, Einar; Büntgen, Ulf; Halvorsen, Rune; Egli, Simon; Senn-Irlet, Beatrice; Krisai-Greilhuber, Irmgard et al. (2012). Warming-induced shift in European mushroom fruiting phenology. Proc. of the National Academy of Sci. of the USA. ISSN 0027-8424 109 (36): 14488- 14493 . doi: 10.1073/pnas.1200789109

- Eidesen, Pernille Bronken; Høiland, Klaus & Gulden, Gro (2011). Sopptur i busens fotspor. Agarica 31: 35- 40

- Hofton, Tom Hellik; Holien, Håkon & Høiland, Klaus (2011). Urskogens og gammelskogens planter og sopp, I: Sigmund Hågvar & Bredo Berntsen (red.), Norsk urskog og gammelskog. Ed. UNIPUB. ISBN 978-82-7477-471-1. Kapittel: 57 - 85

- Kauserud, Håvard; Heegaard, Einar; Halvorsen, Rune; Boddy, Lynne; Høiland, Klaus & Stenseth, Nils Christian (2011). Mushroom's spore size and time of fruiting are strongly related: is moisture important? Biology Letters ISSN 1744-9561 7 (2): 273- 276 doi: 10.1098/rsbl.2010.0820

- Bjorbækmo, Marit Markussen; Carlsen, Tor; Brysting, Anne Krag; Vrålstad, Trude; Høiland, Klaus; Ugland, Karl Inne; Geml, Jozsef et al. (2010). High diversity of root associated fungi in both alpine and arctic Dryas octopetala. BMC Plant Biology ISSN 1471-2229 doi: 10.1186/1471-2229-10-244

- Høiland, Klaus (2009). Soppenes opprinnelse. Agarica 28: 79- 93

- Ryvarden, Leif & Høiland, Klaus (2009). Some higher Basidiomycota from Jan Mayen, Norway. Agarica 28: 50- 52

- Brondz, Ilia & Høiland, Klaus (2008). Chemotaxonomic differentiation between Cortinarius infractus and Cortinarius subtortus by supercritical fluid chromatography connected to a multi-detection system. Trends in Chromatography ISSN 0972-8635 4: 79- 87

- Gulden, Gro & Høiland, Klaus (2008). ISAM VII at Finse, Norway, 2005. Sommerfeltia ISSN 0800-6865 31: 7- 16

- Høiland, Klaus (2008). Vomsopper, planteeternes små hjelpere, I: Iver Mysterud & Atle Mysterud (red.) Med lua i hånda. Festskrift til Ivar Mysterud på 70-årsdagen. Biologisk institutt, Universitetet i Oslo ISBN 978-82-90934-77-9. Kapittel 124 - 133

- Kauserud, Håvard; Stige, Leif Christian; Vik, Jon Olav; Økland, Rune Halvorsen; Høiland, Klaus & Stenseth, Nils Christian (2008). Mushroom fruiting and climate change. Proc. of the National Acad. of Sci. of the USA ISSN 0027-8424 105: 3811- 3814 doi: 10.1073/pnas.0709037105

- Niskanen, T; Kytövuori, I; Bendiksen, E.; Bendiksen, Katriina; Brandrud, T.E.; Frøslev, T.G.; Høiland, Klaus et al. (2008). Cortinarius (Pers.) Gray. En H. Knudsen & J. Vesterholt (ed.) Funga Nordica - Agacicoid, boletoid and cyphelloid genera. Nordsvamp ISBN 978-879839613-0. Kapitel: 661 - 777

- Stoknes, Ketil; Høiland, Klaus; Norgaard, Erik & Hammer, Jan-Petter (2008). From food to waste to food – a high yield of mushrooms from food waste compost. Mushroom Sci ISSN 0077-2364 (17): 272- 285

- Brondz, Ilia; Ekeberg, Dag; Høiland, Klaus; Bell, David. S. & Annino, Amy R. (2007). The real nature of the indole alkaloids in Cortinarius infractus: Evaluation of artifact formation through solvent extraction method development. J. of Chromatography A. ISSN 0021-9673 1148: 1- 7 . doi: 10.1016/j.chroma.2007.02.074

- Gulden, Gro & Høiland, Klaus (2007). Mykologi - soppforskning. En: Per M. Jørgensen (ed.) Botanikkens historie i Norge. Fagbokforlaget. ISBN 978-82-450-0499-1 e. Kryptogamene - de blomsterløse vekstene: 243 - 266

- Høiland, Klaus (2007). Jørstad, Ivar (1887-1967). En: Per M. Jørgensen (ed.), Botanikkens historie i Norge. Fagbokforlaget. ISBN 978-82-450-0499-1. a. Biografier. pp 335 - 336

- Høiland, Klaus (2007). Stilksporesoppenes nye system. Agarica 27: 18- 44

- Høiland, Klaus & Jørgensen, Per M. (2007). Knaben, Gunvor Snekvik (1911-93). En: Per M. Jørgensen (ed.) Botanikkens historie i Norge. Fagbokforlaget. ISBN 978-82-450-0499-1 Biografier. pp. 337 - 338

- Høiland, Klaus & Jørgensen, Per M. (2007). Lokale floristiske undersøkelser. En: Per M. Jørgensen (ed.) Botanikkens historie i Norge. Fagbokforlaget. ISBN 978-82-450-0499-1 Fanerogami - blomsterplantenes floristikk og taksonomi. pp. 131 - 177

- Høiland, Klaus & Lie, Thore (2007). Blytt, Axel Gudbrand (1843-98). En: Per M. Jørgensen (ed.) Botanikkens historie i Norge. Fagbokforlaget. ISBN 978-82-450-0499-1 Biografier. pp. 316 - 318

- Mysterud, Ivar; Høiland, Klaus; Koller, Gry & Stensrud, Øyvind (2007). Molecular characterization and evaluation of plant litter-associated fungi from the spring 'grazing corridor' of a sheep herd vulnerable to alveld disease. Mycopathologia ISSN 0301-486X: 164: 201- 215 . doi: 10.1007/s11046-007-9045-4

- Høiland, Klaus (2006). De heterotrofe: slim, tarmer og hyfer. Blyttia : Norsk botanisk forenings tidsskrift ISSN 0006-5269 64 (1): 55- 67

- Høiland, Klaus (2006). Sand dune fungi on Lista (Vest-Agder, SW Norway) revisited after 33 years. Agarica 26: 39- 54

- Høiland, Klaus (2006). Where have all the flowers gone? Blyttia : Norsk botanisk forenings tidsskrift ISSN 0006-5269 64 (3): 198- 203

- Bendiksen, Egil & Høiland, Klaus (2005). Vedboende sopp i Hirkjølen skogforsøksområde - et feltstudium. Sopp og nyttevekster. ISSN 1504-4165 1 (4): 22- 30

- Høiland, Klaus (2005). En stabil forekomst av gatemelde Chenopodium murale L. i Oslo. Blyttia : Norsk botanisk forenings tidsskrift. ISSN 0006-5269. 63(1), s 32- 34

- Høiland, Klaus (2005). I begynnelsen var bakteriene. Blyttia : Norsk botanisk forenings tidsskrift. ISSN 0006-5269. 63(2), s 58- 66

- Høiland, Klaus (2005). Røde og grønne planter. Blyttia : Norsk botanisk forenings tidsskrift. ISSN 0006-5269. 63(4), s 206- 213

- Høiland, Klaus (2005). To sære, to mangfoldige og ett gult.... Blyttia : Norsk botanisk forenings tidsskrift. ISSN 0006-5269. 63(3), s 126- 137

- Kõljalg, Urmas; Larsson, Karl-Henrik; Abarenkov, Kessy; Nilsson, R. Henrik; Alexander, Ian J.; Eberhardt, Ursula; Erland, Susanne et al. (2005). UNITE: a database providing web-based methods for the molecular identification of ectomycorrhizal fungi. New Phytologist. ISSN 0028-646X. 166, s 1063- 1068 . doi: 10.1111/j.1469-8137.2005.01376

- Bendiksen, Egil; Økland, Rune Halvorsen; Høiland, Klaus; Eilertsen, Odd & Bakkestuen, Vegar (2004). Relationships between macrofungi, plants and environmental factors in boreal coniferous forests in the Solhomfjell area, Gjerstad, S Norway. Sommerfeltia. ISSN 0800-6865. 30, s 1- 125

- Brondz, Ilia; Høiland, Klaus & Ekeberg, Dag (2004). Multivariate analysis of fatty acids in spores of higher basidiomycetes: a new method for chemotaxonomical classification of fungi. . Journal of chromatography. B. ISSN 1570-0232. 800, s 303- 307

- Carlsen, Tor; Sørensen, Steinar & Høiland, Klaus (2004). Sopp på lemen. Blyttia : Norsk botanisk forenings tidsskrift. ISSN 0006-5269. 62(3), s 183- 185

- Ekeberg, Dag; Brondz, Ilia & Høiland, Klaus (2004). Multivariate analysis of fatty acids in spores of higher basidiomycetes: a new method for chemotaxonomical classificati . 800, s 303- 307

- Høiland, Klaus (2004). Rikenes slektskap - tre motstridende hypoteser, eller én samlende?. Blyttia : Norsk botanisk forenings tidsskrift. ISSN 0006-5269. 62(4), s 215- 222

- Høiland, Klaus (2004). To riker, tre riker, fem riker - rock'n roll!. Blyttia : Norsk botanisk forenings tidsskrift. ISSN 0006-5269. 62(3), s 174- 182

- Høiland, Klaus; Laane, Carl Morten Motzfeldt & Medbø, Jon Ingulf (2004). Multivariate analyses of materials found on a sentenced man and on the scene of the crime. Law, Probability and Risk. ISSN 1470-8396. 3(1): 193- 209

- Abesha, Emnet; Caetano-Anolles, Gustavo & Høiland, Klaus (2003). Population genetics and spatial structure of the fairy ring fungus Marasmius oreades in a Norwegian sand dune ecosystem . Mycologia. ISSN 0027-5514. 95: 1021- 1031

- Høiland, Klaus & Laane, Carl Morten Motzfeldt (2003). En kritisk vurdering av grannåler som bevis i straffesaken mot Fredrik Fasting Torgersen i 1958. Blyttia : Norsk botanisk forenings tidsskrift. ISSN 0006-5269. 61(2): 90- 98

- Koller, Gry E. B.; Høiland, Klaus; Janak, Karel & Størmer, Fredrik C. (2002). The presence of orellanine in spores and basidiocarp from Cortinarius orellanus and Cortinarius rubellus. Mycologia. ISSN 0027-5514. 94 (5): 752- 756

- Abrahamsen, Gunnar; Hågvar, Sigmund; Høiland, Klaus; Berglen Eriksen, Aud & Olsen, Rolf Arnt (2002). Kapittel 3. Jord. Jordbiologi, I: Sur nedbør - tilførsel og virkning -. Landbruksforlaget: 84 - 104

- Alfredsen, Gry & Høiland, Klaus (2001). Succession of terrestrial macrofungi along a deglaciation gradient at Glacier Blåisen, South Norway. Nordic Journal of Botany. ISSN 0107-055X. 21: 19- 37

- Bergseth, Siri; Gehrken, Hege B.; Mathisen, Helene; Rekkedal, Bodil B.; Røberg, Kjetil & Høiland, Klaus (2001). Gulltråd Piloderma croceum, en lovende modellart for studium av økologi og populasjonsstruktur til en mykorrhizasopp i barskog. Blyttia : Norsk botanisk forenings tidsskrift. ISSN 0006-5269. 59: 122- 126

- Høiland, Klaus (2001). Edelløvskogene. Utposter av Europas varmekjære skoger. En: Sigmund Hågvar & Bredo Berntsen (ed.) Norsk naturarv. Våre naturverdier i internasjonalt lys. Andresen & Butenschøn ISBN 82-7694-067-6 Kapittel: 87 - 101

### Libros
- Høiland, Klaus (2008). Snutetutes reise til Finse. 224 pp. Norsk Biologforening BIO, Finse Forskningssenter ISBN 978-82-997130-1-6 224

- Høiland, Klaus & Økland, Rune Halvorsen (ed.) (2008). Arctic and alpine mycology VII. Natural History Museums and Bot. Garden, Univ. of Oslo. 211 pp. ISBN 82-7420-045-4

### Otras publicaciones
- Høiland, Klaus (2012). Fascination of Plants Day. [Radio]. NRK P1, Nitimen og Østlandsendingen

- Stenseth, Nils Christian; Lie, Thore & Høiland, Klaus (2012). Peter Chr. Asbjørnsen - en mangfoldig naturforsker. Biolog ISSN 0801-0722 30 (2): 11- 23

- Wesenberg, Jan; Båtvik, Jan Ingar Iversen; Halvorsen, Rune; Hanssen, Even W.; Høiland, Klaus & Pedersen, Oddvar (2011). Finn Wischmann (28.10.1918–08.05.2011). Blyttia : Norsk botanisk forenings tidsskrift. ISSN 0006-5269. 69: 208- 216

- Brandrud, Tor Erik; Holien, Håkon; Molia, Anne; Bøe, Ulla-Britt & Høiland, Klaus (2010). XIX. Nordiske Mykologiske Kongress i Steinkjer

- Brandrud, Tor Erik; Holien, Håkon; Molia, Anne; Bøe, Ulla-Britt; Høiland, Klaus; Torkelsen, Anna-Elise & Wollan, Anders (2010). XIX. Nordiske Mykologiske Kongress i Steinkjer 2009. Utredning/Høgskolen i Nord-Trøndelag

- Abarenkov, Kessy; Nilsson, R. Henrik; Larsson, Karl-Henrik; Alexander, Ian J.; Eberhardt, Ursula; Erland, Susanne; Høiland, Klaus et al. (2010). The UNITE database for molecular identification of fungi - recent updates and future perspectives. New Phytologist. ISSN 0028-646X. 186 (2): 281- 285 . doi: 10.1111/j.1469-8137.2009.03160.x

- Laane, Carl Morten Motzfeldt; Høiland, Klaus & Tarjem, Guro (2010, 21. mai). Slimsopp,-Framtidas Ingeniør . [Radio]. Norsk Rikskringkasting, Oslo.

- Høiland, Klaus (2009). Charles Darwin og The Origin of Species. Dag og Tid ISSN 0803-334X 25 pp.

- Høiland, Klaus (2009). Darwin brukt og misbrukt. argument ISSN 1504-6087 (2): 52- 53

- Høiland, Klaus (2009). Darwin i all sin velde! Anmeldelse av: Darwin. Verden ble aldri den samme. Redigert av Dag O. Hessen, Thore Lie og Nils Chr. Stenseth. Gyldendal Norsk Forlag AS, Oslo, 2009, 405 sider. ISBN 978-82-05-39034-8. Biolog. ISSN 0801-0722. 27 (2): 25- 26

- Høiland, Klaus (2009). Darwins drøm - evolusjonsteorien forlengs og baklengs.

- Høiland, Klaus (2009). Giftslørsoppens tall!. Sopp og nyttevekster ISSN 1504-4165 5 (4): 14- 14

- Høiland, Klaus (2009). Hekseringer; et UFOrståelig soppfenomen?. Sopp og nyttevekster ISSN 1504-4165 5 (4): 20- 22

- Høiland, Klaus (2009). Henrik Wergeland og blomstene i hans poesi..

- Høiland, Klaus (2009). Myk kråkefot til besvær. Sopp og nyttevekster. ISSN 1504-4165. 5 (4): 46- 47

- Høiland, Klaus (2009). Sideblikk på homøopatistriden. argument. ISSN 1504-6087. (5): 47- 47

- Høiland, Klaus (2009). Soppenes avskyelige problem - hva Darwin ikke studerte. Sopp og nyttevekster. ISSN 1504-4165. 5(3): 14- 18

- Høiland, Klaus (2009). The Origin of Fungi.

- Thore, Lie & Høiland, Klaus (2009). Botanikeren Axel Blytt og kontakten med Darwin. Biolog. ISSN 0801-0722. 27(1), s 6- 11

- Bjorbækmo, Marit Markussen; Brysting, Anne Krag; Carlsen, Tor; Høiland, Klaus; Geml, Jozsef; Schumacher, Trond; Vrålstad, Trude et al. (2008). The ectomycorrhizal fungal community associated with alpine and arctic populations of Dryas octopetala along a latitudinal gradient.

- Blaalid, Rakel; Carlsen, Tor; Kauserud, Håvard; Brysting, Anne Krag & Høiland, Klaus (2008). Bistorta vivipara and its mycobionts - a model system for ectomycorrhizal research.

- Høiland, Klaus; Lie, Thore & Nordal, Inger (2008). Henrik Wergeland og utviklingsfilosofens Niels Treschows innflytelse på hans dikting. Biolog. ISSN 0801-0722. 26(2), s 24- 31

- Nordal, Inger & Høiland, Klaus (2008). Wergeland 2008, Wergelands liv og verk, mangfoldige Wergeland, botanikeren.

- Brandtzæg, Per; Bye, Ragnar; Eskeland, Trond; Flood, Per; Holck, Per; Høiland, Klaus; Laane, Carl Morten Motzfeldt et al. (2007). Kulturkollisjon mellom naturvitenskap og jus. Juristkontakt. ISSN 0332-7590. (5), s 61- 62

- Brondz, Ilia & Høiland, Klaus (2007). Supercritical fluid chromatography resolution of secondary metabolites and multi-analysis by mass spectrometry-ultraviolet and corona charge aerosol detection .

- Høiland, Klaus (2007). Bananfluenes Herre - Thomas Hunt Morgan (1866-1945). Biolog. ISSN 0801-0722. 25(1), s 4- 8

- Høiland, Klaus (2007). Tre tekniske bevis felte Torgersen - naturvitenskapelig dokument av første eller siste klasse. Biolog. ISSN 0801-0722. 25(2), s 24- 27

- Høiland, Klaus (2007). Vitenskapsmannen Carl von Linné. Blyttia : Norsk botanisk forenings tidsskrift. ISSN 0006-5269. 65(1), s 53- 61

- Stensrud, Øyvind; Høiland, Klaus; Røberg, Kjetil & Schumacher, Trond (2007). Multi locus phylogenies highlight the evolution of morphological characters and ecological traits in Cortinarius.

- Brondz, Ilia & Høiland, Klaus (2006). Chemotaxonomic comparison of corinarius infractus and cortinarius subtortus using SFC fingerprint and SFC-MS analysis of indole alkaloid content. 19, s 6

- Brondz, Ilia; Høiland, Klaus; Bell, David. S. & Annino, Amy (2006). Indole Alkaloid Separation Using the Discovery ® HS F5. Chemotaxonomic Study of Two Closely Related Brown-Spored Mushrooms. The Reporter - A Technical Newsletter for Analytical & Chromatography. 24(3), s 6- 7

- Høiland, Klaus (2006). Lesverdig bok om grønnstrømpen Hanna Resvoll-Holmsen. Blyttia : Norsk botanisk forenings tidsskrift. ISSN 0006-5269. 64(3), s 156- 157

- Høiland, Klaus (2006). Rimsoppen er en slørsopp!. Sopp og nyttevekster. ISSN 1504-4165. 2(2), s 16- 19

- Kålås, Jon Atle; Viken, Åslaug; Brandrud, Tor Erik; Bendiksen, Egil; Hofton, Tom Hellik; Høiland, Klaus & Jordal, John Bjarne (2006). Sopp Fungi - Norsk Rødliste 2006 2006 Norwegian Red List.

- Stensrud, Øyvind; Gulden, Gro; Kauserud, Håvard; Høiland, Klaus & Schumacher, Trond (2006). Molecular phylogenies suggest polyphyly in morphotaxa of brown-spored agarics

- Høiland, Klaus (2005). Ar-Razi, den store legen og biologen i tidlig middelalder. Biolog. ISSN 0801-0722. 23(2), s 13- 14

- Høiland, Klaus (2005). De ville ideers gård. Godskegården - en viktig norsk biologisk institusjon og inspirasjonskilde. Biolog. ISSN 0801-0722. 23(2), s 29- 38

- Høiland, Klaus (2005). Har du tygget kvae?. Sopp og nyttevekster. ISSN 1504-4165. 1(2), s 12- 14

- Høiland, Klaus (2005). Hildegard av Bingen - middelalderens store botaniker og biologiske tenker. Biolog. ISSN 0801-0722. 23(1), s 4- 8

- Høiland, Klaus (2005). Kvifor fekk Wangari Maathai Nobelprisen?. Dag og Tid. ISSN 0803-334X

- Høiland, Klaus (2005). Livets hjul. Naturen. ISSN 0028-0887. 129(3), s 106- 113

- Høiland, Klaus (2004). Nobels fredspris til kenyansk biolog og miljøverner. Biolog. ISSN 0801-0722. 22(3/4), s 38- 39

- Høiland, Klaus (2004). Nordens første botaniker - Henrik Harpestreng (ca. 1164-1244). Biolog. ISSN 0801-0722. 22(2), s 9- 10

- Brondz, Ilia; Høiland, Klaus & Ekeberg, Dag (2003). Chemotaxonomic approach to the classification of higher basidiomycetes by using the fatty acids profiles from basidiospores.

- Ekeberg, Dag; Høiland, Klaus & Brondz, Ilia (2003). Chemotaxonomic approach to the classification of higher basidiomycetes by using the fatty acids profiles from basidiospores.

- Høiland, Klaus (2003). 2003 - to viktige biologiske jubileer! I. Carl von Linné og Species Plantarum. Biolog. ISSN 0801-0722. 21(3), s 18- 24

- Høiland, Klaus (2003). 2003 - to viktige biologiske jubileer! Watson & Crick og DNA-molekylet, og noen personer til.... Biolog. ISSN 0801-0722. 21(4), s 23- 27

- Mysterud, Ivar; Høiland, Klaus; Koller, Gry E. B. & Carlsen, Tor Arne (2003). Jakten på alveldens "missing link" (4). Sau og geit. ISSN 0036-5009. (3), s 48- 51

- Mysterud, Ivar; Høiland, Klaus; Koller, Gry; Carlsen, Tor & Sletten, Arild (2003). Jakten på alveldens. Bakterier på rome i alveldområder i Halsa/Surnadal, Møre og Romsdal 2001. Sau og geit. ISSN 0036-5009. 56(5), s 40- 41

- Carlsen, Tor Arne; Høiland, Klaus & Schumacher, Trond (2002). Molecular diversity of root endophytes in a Bistorta vivipara. Kobresia myosuroides tundra plant community.

- Høiland, Klaus (2002). Plantene på Bygdøy (Oslo). [Radio]. Oslo : NRK - fjernsynet, Naturredaksjonen

- Sønstebø, J. H.; Høiland, Klaus & Schumacher, Trond (2002). Molecular ecology of Bistorta vivipara ectomycorrhiza in alpine tundra communities

- La abreviatura «Høil.» se emplea para indicar a Klaus Høiland como autoridad en la descripción y clasificación científica de los vegetales.[4]